# Campionati del mondo di atletica leggera 2017 - Marcia 20 km femminile
La gara di marcia 20 km femminile si è svolta il 13 agosto 2017.

## Podio
| Pos.    | Atleta                   | Nazionalità | Tempo    |
| ------- | ------------------------ | ----------- | -------- |
| Oro     | Yang Jiayu               | Cina        | 1h26'18" |
| Argento | María Guadalupe González | Messico     | 1h26'19" |
| Bronzo  | Antonella Palmisano      | Italia      | 1h26'36" |

## Situazione pre-gara

### Record
Prima di questa competizione, il record del mondo (RM) e il record dei campionati (RC) erano i seguenti.
| Record                | Prestazione | Atleta                   | Data                              | Competizione              |
| --------------------- | ----------- | ------------------------ | --------------------------------- | ------------------------- |
| Record mondiale       | 1h24'38"    | Liu Hong Cina            | 6 giugno 2015 La Coruna, Spagna   |                           |
| Record dei campionati | 1h25'41"    | Olimpiada Ivanova Russia | 7 agosto 2005 Helsinki, Finlandia | Campionati del mondo 2005 |

### Campionesse in carica
Le campionesse in carica, a livello mondiale e olimpico, erano:
| Campionesse | Atleta        | Prestazione | Data                                   | Competizione                |
| ----------- | ------------- | ----------- | -------------------------------------- | --------------------------- |
| Olimpico    | Liu Hong Cina | 1h28'35"    | 19 agosto 2016 Rio de Janeiro, Brasile | Giochi della XXXI Olimpiade |
| Mondiale    | Liu Hong Cina | 1h27'45"    | 28 agosto 2015 Pechino, Cina           | Mondiali 2015               |

### La stagione
Prima di questa gara, gli atleti con le migliori tre prestazioni dell'anno erano:
| Pos. | Atleta                     | Prestazione | Data                          |
| ---- | -------------------------- | ----------- | ----------------------------- |
| 1    | Elena Lashmanova Russia    | 1h25'18"    | 18 febbraio 2017 Soči, Russia |
| 2    | Ekaterina Medvedeva Russia | 1h25'22"    | 18 febbraio 2017 Soči, Russia |
| 3    | Sofia Brodatskaya Russia   | 1h26'27"    | 18 febbraio 2017 Soči, Russia |

## Classifica
| Pos. | Atleta                     | Nazionalità                 | Tempo    | Note                                     |
| ---- | -------------------------- | --------------------------- | -------- | ---------------------------------------- |
|      | Yang Jiayu                 | Cina                        | 1h26'18" | Miglior prestazione personale            |
|      | María Guadalupe González   | Messico                     | 1h26'19" | Miglior prestazione personale stagionale |
|      | Antonella Palmisano        | Italia                      | 1h26'36" | Miglior prestazione personale            |
| 4    | Érica de Sena              | Brasile                     | 1h26'59" | Record sudamericano                      |
| 5    | Sandra Arenas              | Colombia                    | 1h28'10" | Record nazionale                         |
| 6    | Ana Cabecinha              | Portogallo                  | 1h28'57" | Miglior prestazione personale stagionale |
| 7    | Kimberly García            | Perù                        | 1h29'13" | Record nazionale                         |
| 8    | Wang Na                    | Cina                        | 1h29'26" |                                          |
| 9    | Laura García-Caro          | Spagna                      | 1h29'29" | Miglior prestazione personale            |
| 10   | María Pérez                | Spagna                      | 1h29'37" | Miglior prestazione personale            |
| 11   | Mirna Ortiz                | Guatemala                   | 1h30'01" | Miglior prestazione personale stagionale |
| 12   | Viktória Madarász          | Ungheria                    | 1h30'05" | Record nazionale                         |
| 13   | Paola Pérez                | Ecuador                     | 1h30'09" |                                          |
| 14   | Eleonora Anna Giorgi       | Italia                      | 1h30'34" | Miglior prestazione personale stagionale |
| 15   | Valentina Trapletti        | Italia                      | 1h30'35" | Miglior prestazione personale            |
| 16   | Brigita Virbalytė-Dimšienė | Lituania                    | 1h30'45" | Miglior prestazione personale stagionale |
| 17   | Sandra Galvis              | Colombia                    | 1h31'13" |                                          |
| 18   | Kumiko Okada               | Giappone                    | 1h31'19" |                                          |
| 19   | Živilė Vaiciukevičiūtė     | Lituania                    | 1h31'23" | Miglior prestazione personale            |
| 20   | Inna Kashyna               | Ucraina                     | 1h31'24" |                                          |
| 21   | Ainhoa Pinedo              | Spagna                      | 1h31'28" |                                          |
| 22   | Regan Lamble               | Australia                   | 1h31'30" |                                          |
| 23   | Ángela Castro              | Bolivia                     | 1h31'34" | Miglior prestazione personale stagionale |
| 24   | Antigoni Drisbioti         | Grecia                      | 1h32'03" | Miglior prestazione personale stagionale |
| 25   | Maria Michta-Coffey        | Stati Uniti                 | 1h32'14" | Miglior prestazione personale stagionale |
| 26   | Nastassia Yatsevich        | Bielorussia                 | 1h32'22" | Miglior prestazione personale stagionale |
| 27   | Barbara Kovács             | Ungheria                    | 1h32'44" | Miglior prestazione personale            |
| 28   | Maritza Guaman             | Ecuador                     | 1h33'06" |                                          |
| 29   | Bethan Davies              | Regno Unito                 | 1h33'10" |                                          |
| 30   | Jeon Yeong-eun             | Corea del Sud               | 1h33'29" | Miglior prestazione personale stagionale |
| 31   | Andreea Arsine             | Romania                     | 1h33'46" | Miglior prestazione personale            |
| 32   | Valentyna Myronchuk        | Ucraina                     | 1h33'59" | Miglior prestazione personale            |
| 33   | Miranda Melville           | Stati Uniti                 | 1h34'47" |                                          |
| 34   | Ana Veronica Rodean        | Romania                     | 1h34'50" | Miglior prestazione personale stagionale |
| 35   | Ching Siu-nga              | Hong Kong                   | 1h35'04" | Record nazionale                         |
| 36   | Mária Czaková              | Slovacchia                  | 1h35'11" |                                          |
| 37   | Grace Wanjiru              | Kenya                       | 1h35'22" |                                          |
| 38   | Beki Smith                 | Australia                   | 1h35'31" |                                          |
| 39   | Chahinez Nasri             | Tunisia                     | 1h35'45" |                                          |
| 40   | Gemma Bridge               | Regno Unito                 | 1h36'04" |                                          |
| 41   | Johana Ordóñez             | Ecuador                     | 1h36'27" |                                          |
| 42   | Khushbir Kaur              | India                       | 1h36'41" |                                          |
| 43   | Claire Tallent             | Australia                   | 1h37'05" | Miglior prestazione personale stagionale |
| 44   | Yehualeye Beletew          | Etiopia                     | 1h37'55" |                                          |
| 45   | Monika Vaiciukevičiūtė     | Lituania                    | 1h38'08" |                                          |
| 46   | Milangela Rosales          | Venezuela                   | 1h38'08" |                                          |
| 47   | Diana Aydosova             | Kazakistan                  | 1h38'16" | Miglior prestazione personale stagionale |
| 48   | Lee Da-seul                | Corea del Sud               | 1h38'54" |                                          |
| 49   | Laura Polli                | Svizzera                    | 1h39'05" | Miglior prestazione personale stagionale |
| 50   | Polina Repina              | Kazakistan                  | 1h39'56" |                                          |
| 51   | Rita Récsei                | Ungheria                    | 1h40'56" |                                          |
| 52   | Regina Rykova              | Kazakistan                  | 1h41'59" |                                          |
|      | Anežka Drahotová           | Rep. Ceca                   | dnf      |                                          |
|      | Despina Zapounidou         | Grecia                      | dnf      |                                          |
|      | Klavdiya Afanasyeva        | Atleti Neutrali Autorizzati | dq       | 230.6(a)                                 |
|      | Nadiya Borovska            | Ucraina                     | dq       | 230.6(a)                                 |
|      | Yeseida Carrillo           | Colombia                    | dq       | 230.6(a)                                 |
|      | Lü Xiuzhi                  | Cina                        | dq       | 230.6(a)                                 |
|      | Agnese Pastare             | Lettonia                    | dq       | 230.6(a)                                 |
|      | María Guadalupe Sánchez    | Messico                     | dq       | 230.6(a)                                 |
|      | Askale Tiksa               | Etiopia                     | dns      |                                          |